# Hydrotaea zhaomenga
Hydrotaea zhaomenga är en tvåvingeart som beskrevs av Xue 1994. Hydrotaea zhaomenga ingår i släktet Hydrotaea och familjen husflugor.
Artens utbredningsområde är Nei Mongol (Kina). Inga underarter finns listade i Catalogue of Life.